# Rita Dove
Rita Frances Dove (Akron, 28 agosto 1952) è una poetessa e scrittrice statunitense. Nel 1987 è stata la seconda afroamericana a vincere il Premio Pulitzer per la poesia (dopo Gwendolyn Brooks nel 1950). 

## Biografia
È nata ad Akron, in Ohio nel 1952 da Ray ed Elvira Dove. Quello stesso anno, il padre, ricercatore della Goodyear era diventato il primo chimico afroamericano nell'industria degli pneumatici a infrangere la barriera dei pregiudizi razziali, diventando ricercatore. La madre, Elvira Hord, aveva vinto una borsa di studio alla scuola superiore e amava molto la letteratura, passione che avrebbe ben presto condiviso con la figlia.
Nel 1973 Rita Dove si è laureata con lode alla Miami University. Ha ricevuto il premio Pulitzer per la poesia nel 1987 e nel 1993 è stata nominata Poet Laureate of the United States dalla Biblioteca del Congresso, carica che ha mantenuto dal 1993 al 1995. In seguito ha continuato a servire come Special Bicentennial Consultant in Poetry alla Biblioteca del Congresso insieme a Louise Glück e W.S. Merwin. Nel 2004 il governatore Mark Warner le ha assegnato l'incarico biennale di Poet Laureate of the Commonwealth of Virginia. Nei suoi scritti ufficiali, la Dove pone la propria attenzione sul tentativo di diffondere la poesia nel mondo ed aumentare la consapevolezza pubblica dei benefici della letteratura. Fino al 1989 ha insegnato alla University of Virginia di Charlottesville.
Vive a Charlottesville con il marito, lo scrittore Fred Viebahn. Hanno una figlia, Aviva Dove-Viebahn (nata nel 1983). Prima di trasferirsi in Virginia, ha insegnato scrittura creativa alla Arizona State University dal 1981 al 1989.
Il lavoro di Rita Dove non può essere inserito specificamente in un'epoca o scuola della letteratura contemporanea: le varie tematiche affrontate e la meticolosa ricerca linguistica con cui riesce a catturare e trasferire sul foglio emozioni complesse non sono semplici da inquadrare in una precisa categoria. La sua opera più famosa è Thomas and Beulah, pubblicata dalla Carnegie-Mellon University Press nel 1986. Si tratta di una raccolta di poesie liberamente ispirate alla vita dei suoi nonni materni, per la quale ha ottenuto il Pulitzer nel 1987. Ha pubblicato otto volumi di poesie, un libro di racconti, una collezione di saggi, il romanzo Through the Ivory Gate ed il testo teatrale The Darker Face of the Earth, rappresentato per la prima volta ad Ashland all'Oregon Shakespeare Festival nel 1996. Ha collaborato con il compositore John Williams scrivendo la canzone Seven for Love. La pubblicazione del suo prossimo libro di poesie, Sonata Mulattica, è prevista per la primavera del 2009.
Oltre al Pulitzer, ha ricevuto numerosi altri premi letterari ed onorificenze, tra cui 22 lauree Honoris Causa, la National Humanities Medal nel 1996, il terzo Heinz Award nel 1997. Più recentemente, nel 2006, il Common Wealth Award of Distinguished Service in Literature e, nel 2008, il Library of Virginia Lifetime Achievement Award. Dal 1994 al 2000 è stata senatrice della confraternita accademica Phi Beta Kappa, ed è attualmente Presidente dell'Accademia di Poesia Americana.

## Opere
- American Smooth (poesie). W. W. Norton, 2004.
- On the Bus with Rosa Parks (poesie). W. W. Norton, 1999.
- Mother Love (poesie). W. W. Norton, 1995.
- The Poet's World (saggi). The Library of Congress, 1995.
- The Darker Face of the Earth (testo teatrale). Story Line Press, 1994; revised 2nd ed., 1996; updated 3rd ed., 2000.
- Selected Poems. Pantheon/Vintage, 1993.
- Through the Ivory Gate (romanzo). Pantheon Books, 1992.
- Grace Notes (poesie). W. W. Norton, 1989.
- Thomas and Beulah (poesie). Carnegie Mellon, 1986.
- Fifth Sunday (racconti). Callaloo Fiction Series, 1985.
- Museum (poesie). Carnegie Mellon, 1983.
- The Yellow House on the Corner (poesie). Carnegie Mellon, 1980
- Rita Dove (saggi).[2]